# فوگ بزرگ

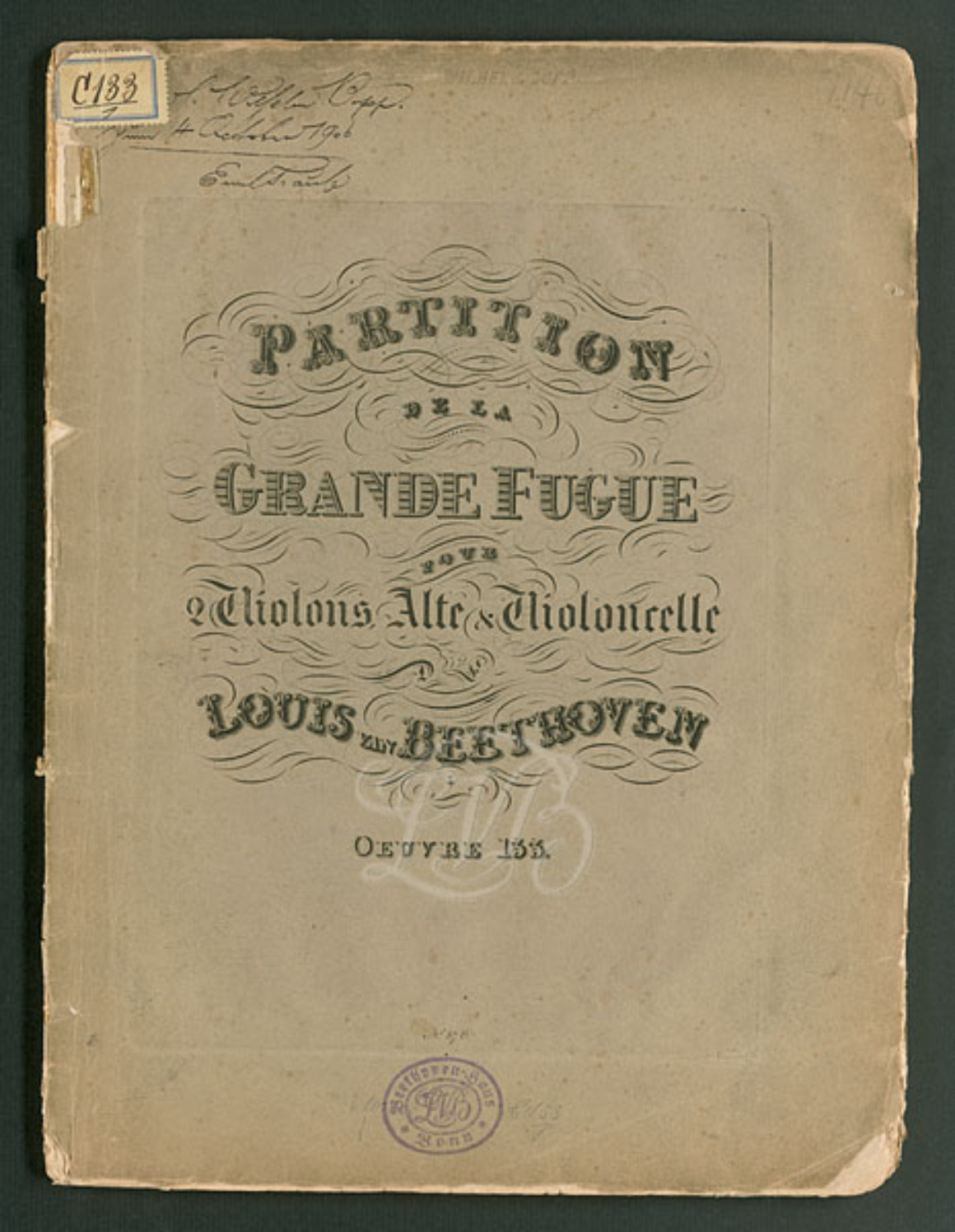
صفحهٔ عنوانِ نسخهٔ نخستِ فوگ بزرگ ، منتشرشده در وین، توسط ماتیاس آرتاریا در ۱۸۲۷. نام کوچک بتهوون را به فرانسوی (Louis) نوشته‌اند.

فوگِ بزرگ (به [Große Fuge یا Grosse Fuge] Error: {{Lang-xx}}: متن دارای نشانه‌گذاری ایتالیک است (راهنما)) یک قطعهٔ تک‌موومانی برای کوارتت زهی (دو ویولن، یک ویولا، و یک ویولنسل) از لودویگ فان بتهوون است. شهرتش به خاطر طبیعت بی‌رحم و درون‌گرایانهٔ آن و همچنین دشواریِ اجرا از نظر تکنیکی، حتی با توجه به معیارهای دورهٔ پایانیِ آثار اوست.
بتهوون فوگ بزرگ را در سال‌های ۱۸۲۵ تا ۱۸۲۶ تصنیف کرد، زمانی که آهنگساز کاملاً ناشنوا بود. این اثر، به‌تنهایی، تجلی ماهیت ژرف و پیچیدهٔ آثار متأخر بتهوون است.
اکثر منتقدان قرن نوزدهم این اثر را رد کردند. دانیل گرگوری میسون آن را «زننده» می‌خواند. لویس اسپور، همراه آثار متأخر بتهوون، آن را «غیرقابل کشف و درک‌نکردنی» می‌خواند. تئودور هلم می‌نویسد: «آثار بتهوون همیشه زیبا و شکوهمند است، ولی در اینجا از زیبایی و شکوه چیزی نمی‌بینم؛ زیرا او در این فوگ به‌یک‌باره به هوس‌بازی‌های دیوِ پنهانِ نفس تسلیم شده، به خشونت روی آورده، و به همین دلیل کسالت‌بار می‌نماید.» هرچند نظرات نکوهندهٔ منتقدان در مورد این اثر بیشتر در اوایل قرن بیستم شکل گرفت، در حال حاضر این اثر به‌عنوان بزرگ‌ترینِ دستاوردهای بتهوون شناخته می‌شود.
ایگور استراوینسکی در مورد آن گفته‌است: «قطعه‌ای کاملاً معاصر که تا ابد معاصر خواهد ماند.» وی معتقد است این اثر بزرگ‌ترین اثر موسیقایی تاریخ موسیقی است.

## تاریخچه
بتهوفن فوگ بزرگ را در اصل به‌عنوان موومان پایانیِ کوارتت زهی شماره ۱۳ اپوس ۱۳۰ تصنیف کرده بوده؛ ولی به خاطر طبیعت نامأنوس و دشواریِ اجرای آن، ناشرش، آرتاریا، از او خواست تا پایان (فینالهٔ) دیگری برای این کوارتت بسازد. بتهوفن به خاطر شخصیت سرسختش و نیز بی‌تفاوتی‌اش نسبت به نظر عموم مشهور بود، ولی در مقابل اصرار و پافشاری آرتاریا و دیگران تسلیم شد و این فوگ را جداگانه منتشر کرد (با اپوس ۱۳۳). یک سال بعد، یعنی در پاییز ۱۸۲۶، روندوی فینالهٔ فعلی را، که ملایم‌تر و وابستگی بیشتری به سایر موومان‌های کوارتت دارد، برای آن ساخت. امروزه اجراکنندگان این کوارتت، هر دو فیناله را برای آن اجرا می‌کنند.
اولین طرح‌های این فوگ در کنار مقدمهٔ کوارتت شمارهٔ ۱۵ در دفترچه‌های سال ۱۸۲۴ روی کاغذ آمده؛ یعنی پیش از تولد ایدهٔ خودِ کوارتت شمارهٔ ۱۳. (شماره‌گذاری آخرین کوارتت‌های بتهوفن با تاریخ تنظیم آن‌ها نمی‌خوانَد. ایدهٔ کوارتت‌های شمارهٔ ۱۳ و ۱۵ تقریباً با هم در ذهن بتهوفن نشسته بودند و در کنار هم پیش رفته‌اند؛ ولی کوارتت ۱۳ را بیش از ۳ ماه پس از اتمام کوارتت شمارهٔ ۱۵ به اتمام رساند)

## آنالیز
کوارتت با یک پیش‌درآمد ۲۴میزانه شروع می‌شود، که یکی از دو تِم اصلی فوگ را معرفی می‌کند. لحن آن ارتباط نزدیکی با پیش‌درآمد کوارتت زهی شمارهٔ ۱۵ اپوس ۱۳۲ دارد. سپس بتهوفن به یک فوگ دوتاییِ ناموزون و سخت، با مضمون ثانویه‌ای از نواهای جهشیِ دراماتیک، پرش می‌کند. به‌دنبال این پیش‌درآمد، قسمت فوگال آغاز می‌شود، که از چند بخش دنباله‌ای در ریتم و میزان سرعتی متفاوت تشکیل شده‌است. بخش‌های فوگ، برای به‌وجودآوردن ساختاری بریده‌بریده و شگفت‌انگیز، بارها و بدون هیچ مقدمه‌ای قطع می‌شوند. قسمت پایانی ملایم، با مکث‌های طولانی و خلاصه‌ای از پیش‌درآمد است، که با فینالی پرشتاب به انتها می‌رسد.
همانند پایان اکثر کارهای متأخر بتهوفن، همانند چکامهٔ شادی از سمفونی شمارهٔ ۹ و موومان پایانیِ سونات هامرکلاویر، فوگ بزرگ را به‌عنوان یک فرم چندموومانی که در یک موومان بزرگ‌تر ادغام شده، می‌توان در نظر گرفت. هر بخش کوچک‌تر دگرگون‌شدهٔ تم اصلی است. فوگ بزرگ نمونهٔ یک روند ترکیبی است که بتهوفن در آثار متأخر خود به کار برده: ترکیبی از عناصر فرم واریاسیون، فرم سونات و فوگ. البته برخی از مفسران، کل گروسو فوگ را به‌عنوان یک «سونات» ملاحظه کرده‌اند.

## تنظیم برای پیانو چهاردست

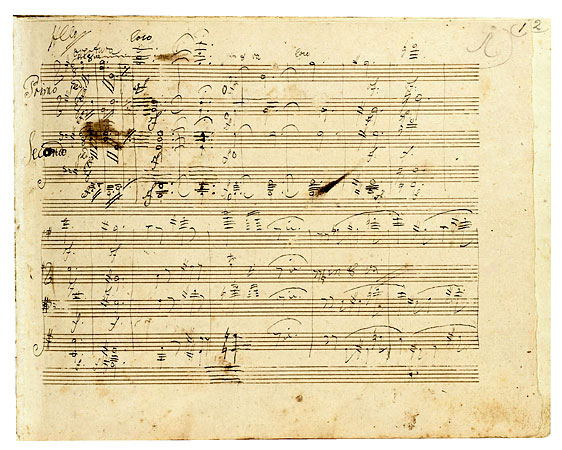
نسخهٔ دست‌نوشتِ فوگ بزرگ، تنظیم‌شده برای پیانو چهاردست

پس از اینکه بتهوفن را مجبور کردند که فوگ بزرگ را از کوارتت شماره ۱۳ جدا کند، آرتاریا که انتشار اثر را به عهده گرفته بود، در نظر داشت که این فوگ را با تغییراتی برای پیانو چهاردست تنظیم کند و به چاپ برساند. انجام این کار را به آنتون هالم، از شیفتگان بتهوفن، واگذاشت. هالم در ضمن این کار چنان مجذوب آن شده بود که در هر میزانِ آن به حال جذبه دچار می‌شد و احساس می‌کرد که قدرت هارمونی و پربار بودن بیان هنری‌اش مانند موجی آدمی را می‌گیرد و همراه خود می‌برد. بتهوفن از این کار راضی نبود و موافق نبود که فوگ به صورت چهاردست اجرا شود. هالم به‌ناچار برای نواختن آن با دو دست تلاش‌های بسیار کرد و گاهی مجبور می‌شد با دست راست قسمتی از وظایف دست چپ را هم انجام دهد. بتهوفن کار او را زیرنظر داشت و تصحیح می‌کرد. با آنکه آرتاریا برای تنظیم فوگ به صورت جدید پولی به هالم پرداخته بود، ولی در تنظیم جدید بیشتر خودِ بتهوفن سهیم بود. این تنظیم در دهم مارس ۱۸۲۷ با اپوس ۱۳۴ منتشر شد.

## اجرا و ویژگی‌های فرهنگی
در اولین اجرای کوارتت زهی شمارهٔ ۱۳ به رهبری ایگناتس شوپاینتسیگ در ۲۱ مارس ۱۸۲۶، حضار درخواست اجرای دوبارهٔ فقط دو موومان میانیِ این کوارتت را کردند، که خشم بتهوون را برانگیخت. او غرولندکنان گفت: «پس چرا اجرای دوبارهٔ فوگ را درخواست نکردند؟! آن به‌تنهایی باید تکرار می‌شد. باید تنقلات در آخورِ این گاو و خرها ریخت. این‌ها از فوگ چیزی سر درنمی‌آورند. فوگ به دردِ اینها نمی‌خورَد!»
فوگ بزرگ از آن دسته تصنیفات بتهوون است که کمتر در لحظهٔ اول مورد قبول شنونده قرار می‌گیرد؛ علت آن، ترکیب دیسونانسی و پیچیدگی کُنترپوانیِ آن است. منتقدی در اولین اجرای آن نوشت: «غیرقابل درک همانند زبان چینی!» ژوزف دو مارلیاو در راستای درک قطعه نوشته‌است: «نگرش ذهنیِ اکثر مردمی که موسیقی مجلسی گوش می‌دهند، باید دستخوش تغییری بنیادی شود.» ماهیت مبهم و دشوار قطعه در رمانِ منفی پنجاه درجهٔ کیم استنلی رابینسون به نمایش گذاشته شده‌است: در صحنه‌ای از آن، شخصیت اصلی به صورت جنون‌آمیزی مشغول تمیزکردن خانهٔ خود است، در حالی که به فوگ بزرگ و موومان چهارم سونات هامرکلاویر به صورت همزمان گوش می‌دهد، به طوری که هر کدام با صدای بسیار بلند از دو دستگاه پخش جداگانه در حال پخش هستند.